# Liste der denkmalgeschützten Objekte in Heiligenkreuz im Lafnitztal
Die Liste der denkmalgeschützten Objekte in Heiligenkreuz im Lafnitztal enthält die denkmalgeschützten, unbeweglichen Objekte der Gemeinde Heiligenkreuz im Lafnitztal im Burgenland (Bezirk Jennersdorf).

## Denkmäler
| Foto |                 | Denkmal                                                                                   | Standort                                                 | Beschreibung                                                                      | Metadaten |
| ---- | --------------- | ----------------------------------------------------------------------------------------- | -------------------------------------------------------- | --------------------------------------------------------------------------------- | --- |
| ja   | Datei hochladen | Kath. Pfarrkirche zur Kreuzerhöhung HERIS-ID: 15220 Objekt-ID: 11460seit 15. Oktober 2002 | Kirchengasse 2a Standort KG: Heiligenkreuz im Lafnitztal | Die heutige Kirche wurde 1796–1800 an Stelle des Vorgängerbaus von 1712 erbaut.   | BDA-Hist.: Q15124683 Status: § 2a Stand der BDA-Liste: 2025-06-30 Name: Kath. Pfarrkirche zur Kreuzerhöhung GstNr.: 1 Pfarrkirche Heiligenkreuz im Lafnitztal                  |
| ja   | Datei hochladen | Bildstock HERIS-ID: 15232 Objekt-ID: 11472seit 15. Oktober 2002                           | Standort KG: Heiligenkreuz im Lafnitztal                 |                                                                                   | BDA-Hist.: Q37772657 Status: § 2a Stand der BDA-Liste: 2025-06-30 Name: Bildstock GstNr.: 9/1                                                                                  |
| ja   | Datei hochladen | Kath. Filialkirche Maria Schnee HERIS-ID: 15234 Objekt-ID: 11474seit 15. Oktober 2002     | Kirchengasse 2 Standort KG: Poppendorf im Burgenland     | Die einschiffige Kirche in neogotischen Formen hat einen westlichen Fassadenturm. | BDA-Hist.: Q37772677 Status: § 2a Stand der BDA-Liste: 2025-06-30 Name: Kath. Filialkirche Maria Schnee GstNr.: 283 Kath. Filialkirche Maria Schnee (Poppendorf im Burgenland) |